# Іван Ленджер
Іван Ленджер (29 липня 1990) — сербський плавець.
Учасник Олімпійських Ігор 2008, 2012 років.
Призер Чемпіонату Європи з плавання на короткій воді 2009 року.